# Olwen Fouéré
Olwen Fouéré, född 2 mars 1954 i Galway, är en irländsk skådespelare.
Fouéré har bland annat medverkat i filmerna Texas Chainsaw Massacre, The Northman och The Watchers.

## Filmografi (i urval)
- 2022 – Texas Chainsaw Massacre
- 2022 – The Northman
- 2024 – The Tourist (TV-serie)
- 2024 – The Watchers
- 2024 – Tarot